# Перипатричне видоутворення

Порівняння алопатричного, періпатричного, парапатричного і симпатричного видоутворення.

## Основні положення
Перипатричне видоутворення — термін, запропонований Ернстом Майром (1982), є найбільш пізнім синонімом терміна «квантове видоутворення», запропонованого В. Грантом для позначення процесу відбруньковування нового дочірнього виду від невеликого периферичного ізолята великого поліморфного предкового виду. Цей процес вперше описаний Майром в 1954 році. Простіше кажучи, нові види формуються в малих популяціях, ізольованих у самих меж географічного ареала поширення древньої, батьківської популяції.
Існують і інші синоніми цього терміна: видоутворення в результаті катастрофічного відбору (Lewis, 1963), видоутворення в результаті чергування підйомів і спадів чисельності популяцій (Carson, 1971).
Фактором еволюції, контролюючим квантове видоутворення, вважають поєднання відбору з дрейфом генів. Висувалися також інші детермінуючі чинники, а саме ефект засновника (Mayr, 1954; 1963) і катастрофічний відбір (Lewis, 1962), проте їх переважно розглядають як особливі випадки відбору — дрейфу генів, як зазначав у одному з колишніх обговорень цієї проблеми Грант (Grant, 1963). Концепція Райта (Wright, 1931) про взаємодію між відбором і дрейфом генів в невеликих популяціях, хоча вона спочатку не мала відношення до способів видоутворення, надзвичайно важлива для теорії квантового видоутворення. Настільки ж важливу роль в цьому відіграє концепція квантових адаптивних зрушень в невеликих популяціях (Simpson, 1944).

## Ресурси Інтернета
- Грант ~ mlobanov / grant / index.html «Еволюційний процес»